# أوتو جنسن
أوتو جنسن (بالنرويجية البوكمول: Otto Jensen)‏ هو سياسي نرويجي، ولد في 11 سبتمبر 1856 في كونغسبرغ في النرويج، وتوفي في 26 فبراير 1918 في هامار في النرويج. انتخب Minister of Education and Church Affairs ‏ (27 يناير 1906 – 23 أكتوبر 1907) وانتخب أسقف.